# 袁年
袁年（1539年—1617年），初名夢筆，字子壽，號德門，南直隸蘇州府吳縣人，民籍，明朝政治人物。

## 生平
萬曆四年（1576年）丙子科應天鄉試第七十九名舉人，五年（1577年）中式丁丑科會試，未殿試，八年（1580年）中式庚辰科會試第二百四十六名，二甲第二十四名進士。兵部觀政，授南京兵部主事，十一年（1583年）升郎中，十五年（1587年）出為青州府知府，十九年（1591年）十月升江西按察司副使、兵備袁州，二十二年（1594年）十月升雲南布政使司參政，二十六年（1598年）五月升陝西按察使，二十七年（1599年）致仕歸里，四十五年（1617年）十一月卒於家。

## 著作
著有《觀槿齋集》、《金碧集》等。

## 家族
曾祖袁敬；祖父袁鼏，封刑部主事；父袁褒，監生。前母吳氏；母龔氏；繼母周氏。永感下。兄袁夢麟、袁夢鯉、袁尊尼（山東按察司副使）、袁平、袁韋，弟袁連璧、袁夢旂、袁夢甦、袁夢霖、袁準、袁皋、袁宰、袁華、袁肇。